# Microterys chalcostomus
Microterys chalcostomus är en stekelart som först beskrevs av Johan Wilhelm Dalman 1820.  Microterys chalcostomus ingår i släktet Microterys och familjen sköldlussteklar. Arten är reproducerande i Sverige. Inga underarter finns listade i Catalogue of Life.